# Biélorussie aux Jeux olympiques de la jeunesse d'hiver de 2012
La Biélorussie a participé aux Jeux olympiques de la jeunesse d'hiver de 2012 à Innsbruck en Autriche du 13 au 22 janvier 2012. L'équipe biélorusse était composée de 16 athlètes dans 8 sports.

## Médaillés
| Médaille | Nom           | Sport               | Épreuve           | Date       |
| -------- | ------------- | ------------------- | ----------------- | ---------- |
| Argent   | Roman Dubovik | Patinage de vitesse | 500 mètres hommes | 14 janvier |

## Résultats

### Ski alpin
La Biélorussie a qualifié une femme.
Femme
| Athlète          | Épreuve      | Finale       | Finale       | Finale        | Finale       |
| Athlète          | Épreuve      | Manche 1     | Manche 2     | Total         | Rang         |
| ---------------- | ------------ | ------------ | ------------ | ------------- | ------------ |
| Anastasiya Lesik | Slalom       | 47 s 56      | 44 s 63      | 1 min 32 s 19 | 17           |
| Anastasiya Lesik | Slalom géant | Disqualifiée | Disqualifiée | Disqualifiée  | Disqualifiée |

### Biathlon
La Biélorussie a qualifié une équipe complète de deux hommes et femmes.
Hommes
| Athlète       | Épreuve   | Finale        | Finale      | Finale      |
| Athlète       | Épreuve   | Temps         | Manqués     | Rang        |
| ------------- | --------- | ------------- | ----------- | ----------- |
| Viktar Kryuko | Sprint    | 20 min 53 s 0 | 2           | 13          |
| Viktar Kryuko | Poursuite | Disqualifié   | Disqualifié | Disqualifié |
| Raman Malukha | Sprint    | 22 min 38 s 4 | 4           | 39          |
| Raman Malukha | Poursuite | 35 min 30 s 4 | 4           | 38          |

Femme
| Athlète            | Épreuve   | Finale        | Finale  | Finale |
| Athlète            | Épreuve   | Temps         | Manqués | Rang   |
| ------------------ | --------- | ------------- | ------- | ------ |
| Liudmila Kiaura    | Sprint    | 20 min 02 s 4 | 2       | 26     |
| Liudmila Kiaura    | Poursuite | 34 min 51 s 9 | 8       | 34     |
| Tatsiana Tryfanava | Sprint    | 20 min 15 s 0 | 2       | 27     |
| Tatsiana Tryfanava | Poursuite | 33 min 58 s 7 | 9       | 26     |

Mixte
| Athlète                                                        | Épreuve                           | Finale            | Finale  | Finale |
| Athlète                                                        | Épreuve                           | Temps             | Manqués | Rang   |
| -------------------------------------------------------------- | --------------------------------- | ----------------- | ------- | ------ |
| Tatsiana Tryfanava Liudmila Kiaura Viktar Kryuko Raman Malukha | Relais mixte                      | 1 h 17 min 36 s 8 | 4+10    | 10     |
| Liudmila Kiaura Ina Lukonina Viktar Kryuko Maksim Hardzias     | Relais mixte ski de fond/biathlon | 1 h 09 min 32 s 7 | 1+8     | 15     |

### Ski de fond
La Biélorussie a qualifié un homme et une femme.
Homme
| Athlète         | Épreuve      | Finale        | Finale |
| Athlète         | Épreuve      | Temps         | Rang   |
| --------------- | ------------ | ------------- | ------ |
| Maksim Hardzias | 10 km hommes | 34 min 00 s 4 | 35     |

Femme
| Athlète      | Épreuve     | Finale        | Finale |
| Athlète      | Épreuve     | Temps         | Rang   |
| ------------ | ----------- | ------------- | ------ |
| Ina Lukonina | 5 km femmes | 16 min 48 s 8 | 23     |

Sprint
| Athlète         | Épreuve       | Qualification | Qualification | Quart de finale | Quart de finale | Demi-finale   | Demi-finale   | Finale        | Finale        |
| Athlète         | Épreuve       | Total         | Rang          | Total           | Rang            | Total         | Rang          | Total         | Rang          |
| --------------- | ------------- | ------------- | ------------- | --------------- | --------------- | ------------- | ------------- | ------------- | ------------- |
| Maksim Hardzias | Sprint hommes | 1 min 47 s 28 | 16 Q          | 1 min 50 s 2    | 5               | Non qualifié  | Non qualifié  | Non qualifié  | Non qualifié  |
| Ina Lukonina    | Sprint femmes | 2 min 05 s 07 | 21 Q          | 2 min 05 s 9    | 4               | Non qualifiée | Non qualifiée | Non qualifiée | Non qualifiée |

Mixte
| Athlète                                                    | Épreuve                           | Finale            | Finale  | Finale |
| Athlète                                                    | Épreuve                           | Temps             | Manqués | Rang   |
| ---------------------------------------------------------- | --------------------------------- | ----------------- | ------- | ------ |
| Liudmila Kiaura Ina Lukonina Viktar Kryuko Maksim Hardzias | Relais mixte ski de fond/biathlon | 1 h 09 min 32 s 7 | 1+8     | 15     |

### Patinage artistique
La Biélorussie a qualifié un couple de danse sur glace.
| Athlète                         | Épreuve         | PC/DO  | PC/DO | PL/DL  | PL/DL | Total | Rang |
| Athlète                         | Épreuve         | Points | Rang  | Points | Rang  | Total | Rang |
| ------------------------------- | --------------- | ------ | ----- | ------ | ----- | ----- | ---- |
| Yuri Gulitski Eugenia Tkachenka | Danse sur glace | 31,90  | 10    | 42,66  | 11    | 74,56 | 10   |

Mixte
| Athlètes                                                                          | Épreuve             | Hommes | Hommes | Hommes | Femmes | Femmes | Femmes | Danse sur glace | Danse sur glace | Danse sur glace | Total  | Total |
| Athlètes                                                                          | Épreuve             | Score  | Rang   | Points | Score  | Rang   | Points | Score           | Rang            | Points          | Points | Rang  |
| --------------------------------------------------------------------------------- | ------------------- | ------ | ------ | ------ | ------ | ------ | ------ | --------------- | --------------- | --------------- | ------ | ----- |
| Équipe 4 Shoma Uno (JPN) Jordan Bauth (USA) Eugenia Tkachenka/Yuri Gulitski (BLR) | Trophée par équipes | 112,72 | 2      | 7      | 77,84  | 2      | 7      | 44,36           | 7               | 2               | 16     | 1     |

### Hockey sur glace
La Biélorussie a qualifié un homme et une femme pour participer au concours d'agilité.
Homme
| Athlète(s)        | Épreuve            | Qualification | Qualification | Grande finale | Grande finale |
| Athlète(s)        | Épreuve            | Points        | Rang          | Points        | Rang          |
| ----------------- | ------------------ | ------------- | ------------- | ------------- | ------------- |
| Alexei Dashkevich | Concours d'agilité | 11            | 9             | Non qualifié  | Non qualifié  |

### Combiné nordique
La Biélorussie a qualifié un homme.
Homme
| Athlète         | Épreuve           | Saut à ski | Saut à ski | Ski de fond  | Ski de fond   | Finale        | Finale |
| Athlète         | Épreuve           | Points     | Rang       | Retard       | Temps ski     | Total temps   | Rang   |
| --------------- | ----------------- | ---------- | ---------- | ------------ | ------------- | ------------- | ------ |
| Nikita Maladsou | Individuel hommes | 66,1       | 17         | 4 min 46 s 0 | 29 min 06 s 7 | 33 min 52 s 7 | 15     |

### Saut à ski
La Biélorussie a qualifié un homme.
Homme
| Athlète             | Épreuve           | 1er saut | 1er saut | 2e saut  | 2e saut | Total  | Total |
| Athlète             | Épreuve           | Distance | Points   | Distance | Points  | Points | Rang  |
| ------------------- | ----------------- | -------- | -------- | -------- | ------- | ------ | ----- |
| Aliaksandr Mekhetka | Individuel hommes | 45,5 m   | 46,5     | 46,5 m   | 48,9    | 95,4   | 22    |

### Patinage de vitesse
La Biélorussie a qualifié une équipe complète de deux hommes et femmes.
Hommes
| Athlète         | Épreuve              | Course 1 | Course 2 | Total         | Rang |
| --------------- | -------------------- | -------- | -------- | ------------- | ---- |
| Roman Dubovik   | 500 mètres hommes    | 38 s 87  | 38 s 95  | 77 s 82       | 2    |
| Roman Dubovik   | 1 500 mètres hommes  |          |          | 2 min 02 s 47 | 6    |
| Maksim Dubovsky | 500 mètres hommes    | 40 s 61  | 40 s 92  | 81 s 53       | 11   |
| Maksim Dubovsky | 3 000 mètres hommes  |          |          | 4 min 31 s 21 | 12   |
| Maksim Dubovsky | Départ groupé hommes |          |          | 7 min 19 s 41 | 12   |

Femmes
| Athlète              | Épreuve              | Course 1 | Course 2 | Total         | Rang |
| -------------------- | -------------------- | -------- | -------- | ------------- | ---- |
| Natalya Khramtsova   | 500 mètres femmes    | 45 s 61  | 46 s 39  | 92 s 00       | 13   |
| Natalya Khramtsova   | 3 000 mètres femmes  |          |          | 5 min 24 s 97 | 13   |
| Anastasiya Kapustina | 3 000 mètres femmes  |          |          | 5 min 29 s 23 | 15   |
| Anastasiya Kapustina | Départ groupé femmes |          |          | 6 min 26 s 11 | 19   |